# Thomas Becker (piragüista, 1967)
Thomas Becker (Hilden, 6 de julio de 1967) es un deportista alemán que compitió en piragüismo en la modalidad de eslalon.
Participó en los Juegos Olímpicos de Atlanta 1996, obteniendo una medalla de bronce en la prueba de K1 individual. Ganó seis medallas en el Campeonato Mundial de Piragüismo en Eslalon entre los años 1991 y 2002, y cinco medallas en el Campeonato Europeo de Piragüismo en Eslalon entre los años 1996 y 2002.

## Palmarés internacional
| Juegos Olímpicos   | Juegos Olímpicos                     | Juegos Olímpicos  | Juegos Olímpicos |
| Año                | Lugar                                | Medalla           | Competición      |
| ------------------ | ------------------------------------ | ----------------- | ---------------- |
| 1996               | Atlanta (Estados Unidos)             | Medalla de bronce | K1 individual    |
| Campeonato Mundial |                                      |                   |                  |
| Año                | Lugar                                | Medalla           | Competición      |
| 1991               | Tacen (Yugoslavia)                   | Medalla de plata  | K1 por equipos   |
| 1995               | Nottingham (Reino Unido)             | Medalla de oro    | K1 por equipos   |
| 1997               | Três Coroas (Brasil)                 | Medalla de oro    | K1 individual    |
| 1997               | Três Coroas (Brasil)                 | Medalla de bronce | K1 por equipos   |
| 1999               | Seo de Urgel (España)                | Medalla de oro    | K1 por equipos   |
| 2002               | Bourg-Saint-Maurice (Francia)        | Medalla de oro    | K1 por equipos   |
| Campeonato Europeo |                                      |                   |                  |
| Año                | Lugar                                | Medalla           | Competición      |
| 1996               | Augsburgo (Alemania)                 | Medalla de oro    | K1 por equipos   |
| 1998               | Roudnice nad Labem (República Checa) | Medalla de oro    | K1 por equipos   |
| 1998               | Roudnice nad Labem (República Checa) | Medalla de plata  | K1 individual    |
| 2000               | Mezzana (Italia)                     | Medalla de plata  | K1 individual    |
| 2002               | Bratislava (Eslovaquia)              | Medalla de oro    | K1 por equipos   |